# Maria Belo
Pour les articles homonymes, voir Belo.
Maria Belo, née le 27 avril 1938 à Lisbonne, est une femme politique portugaise.
Membre du Parti socialiste, elle siège au Parlement européen de 1988 à 1994.